# Antonio León Ortega
Pour les articles homonymes, voir Ortega.
Antonio León Ortega est un sculpteur espagnol né à Ayamonte (Espagne) le 7 décembre 1907 et mort à Huelva le 9 janvier 1991. 
Il se forme à Madrid et il crée un style propre dans l'imagerie andalouse dans la deuxième moitié du XXe siècle.

## Biographie

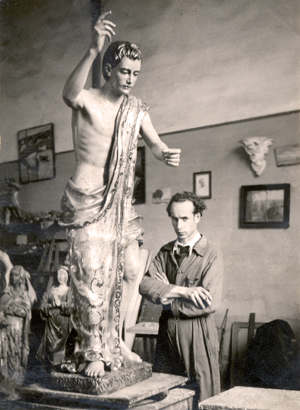
Antonio León Ortega avec son Ange de Huelva récemment terminé dans son atelier de San Cristobal (1943).

Antonio León Ortega naît dans la ville d'Ayamonte de la province de Huelva le 7 décembre de 1907.
Enfant, il montre des facultés innées pour la sculpture, réalisant ses premières œuvres de manière autodidacte.
Il se forme à Madrid entre 1927 et 1934, où il suit des études de sculpture et de professorat de dessin à l'Académie royale des Beaux-Arts San Fernando. Parmi ses maîtres, se trouvent Mariano Benlliure, José Capuz, Manuel Benedito-Vives et Juan Adsuara, avec qui il travaille un certain temps.
Au cours de ces années, il tire de plus en plus son inspiration de Gregorio Fernández.
En 1938, il travaille à Huelva dans son premier atelier, rue San Christophe, qu'il partage avec le peintre Pedro Gómez. Durant ces années il étudie principalement l'imagerie sévillane en s'inspirant de  Martinez Montañés.
En 1964, il se déplace dans un nouvel atelier de la rue Luís Buendía jusqu'en 1985 où une maladie le contraint à arrêter de travailler.
Le 9 janvier 1991, il décède dans sa maison de Huelva.

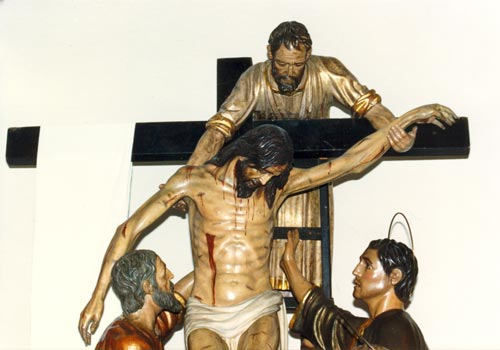
Descendimiento de Huelva.

Il réalise au cours de sa vie plus de quatre cents œuvres, petit et grand format, en bois, argile, pierre, bronze et de nombreux autres matériaux.
Il réalise plusieurs illustrations de nombreux villages des provinces de Huelva et Badajoz et plusieurs œuvres religieuses et civiles à Séville, Cadix, Malaga, Caceres, Salamanca, Pontévédra, Madrid, la Belgique, les États-Unis, etc. Il réalise également plusieurs petits formats appartenant à des collectionneurs privés d'Espagne et d'Amérique.
Pendant son séjour à Madrid, il réalise des sculptures modernistes typiques de l'époque, comme le Portrait de Luna qui se trouve au musée Manuel Benedito et le Portrait d'un collègue du BBAA, entre autres. En parallèle à la sculpture, il travaille comme pédagogue dans son atelier.
Il s'adonne principalement à l'imagerie, une spécialité qui l'attire depuis toujours.

## Œuvres

### Œuvres publiques

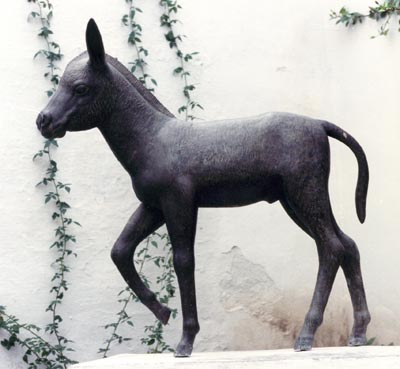
Platero. Museo J.R. Jiménez. Moguer.

Beato San José Ramírez, 1955, Ayamonte.
- Platero, 1963, Casa Museo Zenobia y Juan Ramón Jiménez. Moguer.
- Monumento al pintor Pedro Gómez, 1963, El Conquero, Huelva.
- Monumento al Obispo P. Cantero Cuadrado, 1964. Seminario Diocesano, Huelva.
- Monumento a Alonso Sánchez, 1970, Parque Alonso Sánchez, Huelva.
- Monumentos a Fray Juan Pérez y a Fray Antonio de Marchena, 1970, Monasterio de la Rábida, Entorno del monasterio, Palos de la Frontera.
- Monumento Virgen de la Cinta, 1977, Hdad. de la Cinta, Santuario de Nuestra Señora de La Cinta, Jardines, Huelva.
- Monumento a Martín Alonso Pinzón, 1978, Baiona. Pontevedra.
- Imágenes de la Fachada de la Catedral de la Merced: Virgen de la Merced, San Leandro, San Walabonso, San Vicente y Santa María, 1978, Catedral de La Merced de Huelva.
- Monumento a Sor Ángela de la Cruz, 1984, Plaza de Isabel la Católica (Plaza Niña), Huelva.
- Monumento a Madame Cazenave, 1985, Plaza de Madame Cazenave, Huelva.

### Œuvres ecclésiastiques et privées

#### Huelva

##### Aljaraque

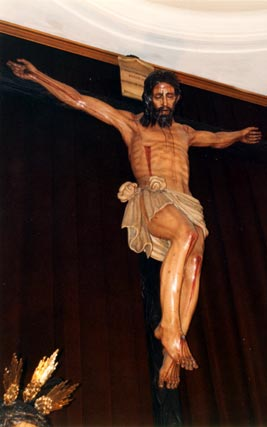
Cristo del Perdón (Huelva).

- Nazareno, 1940, Aljaraque. Parroquia de Ntra. Sra. de los Remedios.
- San Sebastián, 1944, Aljaraque. Parroquia de Ntra. Sra. de los Remedios.
- Ntra. Sra. de los Remedios, 1951, Aljaraque. Parroquia de Ntra. Sra. de los Remedios.
- Santa Bárbara, 1958, Corrales. Parroquia.
- Santa María Reina del Mundo, 1958, Corrales. Parroquia.
- Cautivo, 1959, Corrales. Parroquia.
- Virgen de los Milagros, 1980, Bellavista. Iglesia.

##### Almonaster la Real
- Cristo del Amor, 1948, Parroquia de San Martín.
- Cristo, 1961, Ayuntamiento, Capilla del Cementerio.

##### Alosno
- Cristo atado a la columna, 1944, Capilla.
- Evangelistas, 1944, Parroquia.

##### Aracena
- Cristo de la Sangre atado, 1943, Hermandad de la Vera-Cruz, Iglesia Prioral del Castillo. [1]
- San Antonio Abad, 1943, Madres Carmelitas, Iglesia de Sta. Catalina.
- Sayones (dos), 1945, Hermandad de la Vera-Cruz, Iglesia Prioral del Castillo.
- Virgen del Carmen, 1967, Madres Carmelitas, Iglesia de Sta. Catalina.

##### Ayamonte

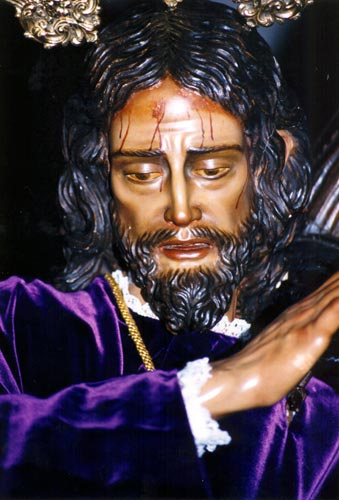
Pasión de Ayamonte.

- Retrato de Andrea Valdés, 1928, Privado.
- Retrato de Miguel Valdés, 1928, Privado.
- Retrato de Alberto Vélez y Sra.., 1931, Privado.
- Retrato de Trinidad Navarro, 1931, Privado.
- Venus desnuda, 1931, Privado.
- Retrato de Margarita Moreno, 1932, Privado.
- San Francisco, 1937, Hnas. de la Cruz. Convento Hermanas de la Cruz.
- Cristo Yacente, 1938, Hdad. de la Vera-Cruz, Iglesia de San Francisco.
- Cristo de la Vera-Cruz - 1940, Hdad. de la Vera-Cruz, Iglesia de San Francisco.[2]
- Jesús de la Pasión - 1941, Hdad. de Pasión, Iglesia de las Angustias.[3]
- Virgen de la Paz, 1944, Hdad. de Pasión, Iglesia de las Angustias.
- Cristo yacente, 1946, Hdad. del Santo Entierro, Iglesia de las Angustias.
- San Antonio, 1950, Iglesia de las Angustias.
- Cristo de las Aguas, 1957, Hdad. de la Lanzada, Iglesia de San Francisco.[4]
- Jesús orando y Ángel, 1968, Hdad. de la Oración en el Huerto, Iglesia de El Salvador.
- Virgen del Buen Fin, 1970, Hdad. de la Lanzada, Iglesia de San Francisco.
- Virgen del Rosario, 1972, Hdad. de Jesús Cautivo, Iglesia de la Merced.[5]
- Cautivo, 1973, Hdad. de Jesús Cautivo, Iglesia de la Merced.
- Caballo, 1973, Hdad. de la Lanzada, Iglesia de San Francisco.
- Longinos, 1973, Hdad. de la Lanzada, Iglesia de San Francisco.
- Cristo de los Cuatro Clavos, 1975, Privado.
- Sor Ángela de la Cruz, 1984, Iglesia de las Angustias.

##### Beas
- Jesús de la Amargura, Nazareno - 1943, Hdad. del Nazareno, Ermita Virgen de los Clarines.[6]
- Simón Cirineo, 1943, Hdad. del Nazareno, Ermita Virgen de los Clarines.
- Jesús Cautivo, 1947, Capilla del Sagrario.
- Resucitado, 1967, Parroquia.
- ”Cristo Crucificado”, 1981, Candón, Iglesia de San José.

##### Cartaya
- Virgen del Rosario, 1939, Parroquia de San Pedro Apóstol.
- San Sebastián, 1942, Ayuntamiento, Parroquia.
- Virgen de la Amargura, 1951, Hdad. de la Vera Cruz, Parroquia de San Pedro.
- Stmo. Cristo de la Vera Cruz, 1954, Hdad. de la Vera Cruz, Iglesia Parroquial de San Pedro.
- Virgen de las Mercedes, 1967.

##### Corteconcepción
- Virgen de los Dolores, 1958, Parroquia. .

##### El Campillo
- Crucificado, 1967, Iglesia parroquial. .

##### El Cerro de Andévalo

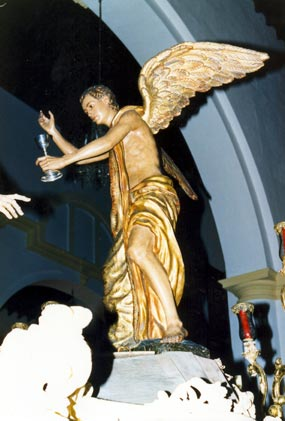
Ángel de la Oración en el Huerto (Huelva).

- Calvario en el Retablo, 1953, Parroquia de Ntra. Sra. de Gracia.
- Virgen del Andévalo, 1953, Parroquia Ntra. Sra. de Gracia.
- Virgen de Albricias, 1958, Parroquia de Ntra. Sra. de Gracia.
- Nazareno, 1969, Hermandad Sacramental, Parroquia de Ntra. Sra. de Gracia.
- Sor Ángela de la Cruz, 1984, Plaza Sor Ángela.

##### Galaroza
- Cristo del Murtiga, 1951, Iglesia Ntra. Sra. del Carmen.

##### Gibraleón
- Virgen de la Soledad, 1947, Capilla Ntra. Sra. del Carmen.
- Virgen del Perpetuo Socorro, 1968, El Judío. Capilla de Ntra. Sra. del Perpetuo Socorro.
- Cristo, 1978, Iglesia, El Judío. Capilla de Ntra. Sra. del Perpetuo Socorro.

##### Huelva

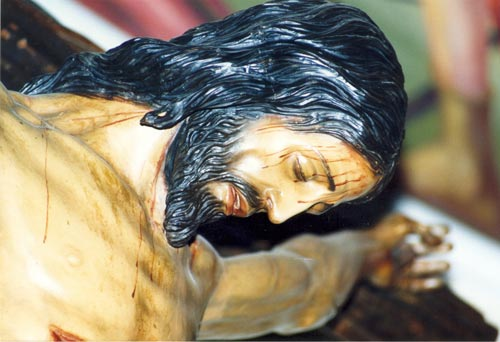
Cristo de la Sangre de Huelva.

- Primeras Obras del Campo, 1924, Fundación Escultor León Ortega.
- Virgen de la Victoria, 1940, Hdad. de la Victoria, Paradero desconocido.
- Jesús de la Humildad, Herodes y Sayones, 1942, Hdad. de la Victoria, Iglesia del Sagrado Corazón.
- Ntra., Sra. de la Paz, 1943, Hdad. del Stmo. Cristo de la Victoria, Iglesia de San Sebastián.
- Ángel, Oración en el Huerto - 1943, Hermandad Oración en el Huerto, Iglesia de la Concepción.[7]
- Cristo Yacente, 1943, Hdad. de Ntra. Sra. de las Angustias, Ermita de la Soledad.
- Virgen de la Soledad, 1944, Hdad. de la Soledad, Ermita de la Soledad.
- Ntro. P. Jesús de las Penas en sus Tres Caídas - 1945, Hdad. de las Tres Caídas, Iglesia del Sagrado Corazón.[8]
- Verónica, 1945, Hdad. de las Tres Caídas, Iglesia del Sagrado Corazón.
- Cristo de la Victoria y 3 Sayones - 1945, Hdad. del Stmo. Cristo de la Victoria, Iglesia de San Sebastián.[9]
- Cristo del Perdón, 1946, Parroquia, Iglesia del Sagrado Corazón.
- Cristo en su Entrada Triunfal, 1946, Hdad. de la Entrada Triunfal "de la Borriquita", Iglesia de San Pedro.
- Niño con Palma, 1946, Hdad. de la Entrada Triunfal "de la Borriquita", Iglesia de San Pedro.
- Cristo del Amor, 1949, Hdad. Santa Cena, Iglesia del Sagrado Corazón.
- Virgen de los Ángeles, 1949, Hdad. de la Entrada Triunfal "de la Borriquita", Iglesia de San Pedro.
- María Stma. del Amor, 1949, Hdad. de las Tres Caídas, Iglesia del Sagrado Corazón.
- Cristo de la Sangre - 1950, Hermandad de los Estudiantes, Iglesia de San Sebastián.[10]
- San Juan Evangelista, 1951, Hdad. de la Victoria, Iglesia del Sagrado Corazón.
- Virgen de la Resignación en sus Dolores, 1952, Hdad. del Descendimiento, Iglesia de San Pedro.
- Grupo del Descendimiento: Cristo, Virgen, Magdalena, San Juan, José de Arimatea y Nicodemo, 1952 - 1953, Hdad. del Descendimiento, Iglesia de San Pedro.[11]
- Ntra. Sra. del Rosario, 1954, Hdad. Sagrada Cena, Iglesia del Sagrado Corazón.
- Virgen del Valle, 1956, Hermandad de los Estudiantes, Iglesia de San Sebastián.
- Ntra. Sra. de Montemayor, 1956, Ilustre Hdad. Filial de Ntra. Sra. de Montemayor, Iglesia del Sagrado Corazón, Capilla Hermandad Tres Caídas.
- San Cristóbal, 1956, Iglesia de los Dolores.[12]
- Virgen del Rocío, 1958, Parroquia, Iglesia de Nuestra Señora del Rocío.
- Virgen de las Angustias - 1958, Hdad. de Ntra. Sra. de las Angustias, Ermita de la Soledad.[13]
- San Juan de Dios, 1959, Obispado, Catedral de la Merced.
- Virgen de Gracia, 1960, Seminario, Capilla del Seminario Menor.
- Relieve Virgen del Rocío, 1961, Hdad. de las Tres Caídas, Casa Hermandad Tres Caídas.
- San Juan Bautista, 1963, Capilla Bautismal, Iglesia de la Concepción.[14]
- Virgen de la Amargura, 1967, Hermanas de la Cruz, Convento de las Hermanas de la Cruz.
- Cristo, 1967, Capilla Escuela Náutica Pesquera.
- Corazón de Jesús, 1967, Parroquia, Iglesia de San Pedro.
- Virgen de los Milagros, 1967, Diputación de Huelva.
- Beato Mtro. Juan de Ávila, 1967, Seminario Diocesano.
- Cristo de la Iglesia de la Concepción, 1968, Ermita de la Soledad.
- Cristo, 1968, Hospital, Capilla Hospital Vázquez Díaz.
- Virgen del Carmen, 1968, Hospital, Capilla Hospital Vázquez Díaz.
- Cristo, 1972, Hermanas de la Cruz, Convento de las Hermanas de la Cruz.
- Corazón de Jesús, 1972, Hermanas de la Cruz, Convento de las Hermanas de la Cruz.
- Santa María Madre de la Iglesia, 1973, Parroquia, Iglesia de Santa María Madre de la Iglesia.
- Jesús del Calvario[15] , 1973, Hdad. del Calvario, Capilla de Jesús del Calvario.
- Jesús Cautivo[16], 1974, Parroquia del Rocío, Iglesia de Nuestra Señora del Rocío.
- Cristo de la Fe, 1975, Hdad. de la Fe, Iglesia de Santa María Madre de la Iglesia.
- Cristo, 1975, Hnas. Nazarenas, Capilla Hermanas Misioneras de Nazaret.
- Virgen con Niño (Stma. Virgen de Nazaret), 1975, Hnas Nazarenas, Capilla Hermanas Misioneras de Nazaret.
- Cristo Crucificado[17], 1975, Parroquia, Iglesia de Nuestra Señora del Rocío.
- Cristo, 1977, Capilla de la Ciudad de los Niños.
- Cristo Crucificado[18], 1979, Parroquia, Iglesia Parroquial de San Juan de Ávila.
- Virgen del Amparo, 1983, Residencia de Pensionistas La Orden.
- Cirineo, 1983, Hdad. del Cristo de la Flagelación, Iglesia del Gran Poder.
- Jesús Cautivo, 1985, Hermandad del Cautivo, Capilla de la Misericordia.
- Busto M. Cazenave, 1985, Fundación Escultor León Ortega.

##### Isla Cristina
- Nazareno, 1941, La Redondela. Iglesia Parroquial.

##### La Nava

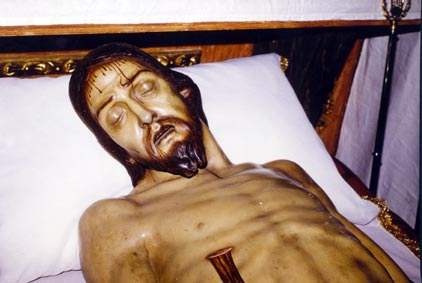
Yacente (Huelva)

- Cristo de los Caminantes o las Virtudes, 1967, Ermita del Cristo de las Virtudes.

##### Lepe
- San Francisco Javier, 1954, Parroquia, Parroquia de Sto. Domingo.
- Virgen del Carmen, 1954, Parroquia, Capilla del Carmen.
- Virgen de la Paz, 1966, Hdad. de la Borriquita, Capilla del Cristo del Mar.
- Cautivo, 1980, Capilla del Cristo del Mar.
- Grupo de la Borriquita, 1980, Capilla del Cristo del Mar.
- Cristo, 1969, Parroquia de Ntra. Sra. del Carmen. La Antilla.
- Virgen del Carmen, 1969, Parroquia de Ntra. Sra. del Carmen. La Antilla.

##### Lucena del Puerto
- Virgen del Rocío, 1942, Hdad. del Rocío, Parroquia de San Vicente Mártir.
- Virgen de Consolación en sus Dolores, 1948, Hdad. del Señor del Gran Poder y Ntra. Sra. de Consolación, Parroquia de San Vicente Mártir.
- Jesús del Gran Poder, 1948, Hdad. del Señor del Gran Poder y Ntra. Sra. de Consolación, Parroquia de San Vicente Mártir.
- Virgen de la Luz, 1956, Hacienda de la Luz, Oratorio.

##### La Zarza
- Cristo del Perdón, 1947, Parroquia de Santa Bárbara.
- Santa _Bárbara, 1950, Congregación Mariana, Parroquia de Santa Bárbara.
- Virgen de la Amargura, 1956, Parroquia de Santa Bárbara.
- San Agustín (Retablo), 1956, Parroquia de Santa Bárbara.
- San Francisco Javier, 1956, Parroquia de Santa Bárbara.

##### Minas de Riotinto
- Cristo, 1947, Parroquia de Santa Bárbara.
- Inmaculada, 1951, Parroquia de Santa Bárbara.

##### Moguer
- Jesús Nazareno - 1938, Hdad. Ntro. Padre Jesús Nazareno, Ermita de San Sebastián[19]. Cf. Fraternité de Jésus Notre Père (Moguer).
- San Juan Evangelista, 1940, Hdad. del Nazareno, Ermita de San Sebastián.
- Virgen de los Dolores ó Ntra. Sra. de Engracia, 1944, Hdad. Ntro. Padre Jesús Nazareno, Ermita de San Sebastián.. Cf. Fraternité de Jésus Notre Père (Moguer).
- Cirineo, 1947, Hdad. Ntro. Padre Jesús Nazareno, Ermita de San Sebastián.
- Cristo de la Paz Eterna, (yacente), 1962, Cofradía de Nazarenos de Stimo. Cristo de la Misericordia, Ermita de San Sebastián.
- San Francisco de Asís, 1963, Iglesia de San Francisco.
- Cristo del Amor y Ángel de la Oración en el Huerto, 1975, Cofradía de Jóvenes Nazarenos de Stimo. Cristo del Amor en la Oración en el Huerto, Ermita de San Sebastián.

##### Nerva
- Virgen Dolorosa, 1967, Parroquia.

##### Niebla

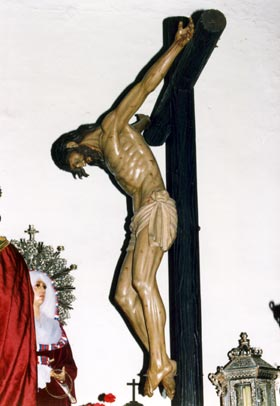
Cristo de las Aguas (Ayamonte).

- Inmaculada, 1963, Parroquia de Ntra. Sra. de la Granada.
- San Bernabé, 1967.

##### Palos de la Frontera
- Cristo del Mayor Dolor, (crucificado), 1962, Monasterio de La Rábida.
- Santa María de la Rábida[20], Virgen de los Milagros, versión de León de la original del siglo XIV - 1966, Monasterio de La Rábida.[21]
- San Jorge, 1976, Parroquia de San Jorge Mártir.

##### Puebla de Guzmán
- Santa Lucía, 1953, Parroquia Sta. Cruz Nazareno.
- Jesús Nazareno[22], 1967, Parroquia Sta. Cruz Nazareno.

##### Sanlúcar de Guadiana
- Virgen de la Rábida - 1938, Parroquia de Ntra. Sra. de las Flores.[23]

##### Santa Bárbara de Casa
- Santa Bárbara, 1967.

##### Tharsis
- Cristo, 1958, Parroquia de Santa Bárbara.
- Inmaculada, 1958, Parroquia de Santa Bárbara.
- Dolorosa, 1967.

##### Trigueros
- San Antonio Abad, 1979, Hdad. del Rocío de Trigueros, Capilla Hdad. del Rocío.

##### Villablanca
- Cristo del Amor, 1977, Parroquia de San Sebastián.

##### Villanueva de los Castillejos
- Inmaculada, 1950, Iglesia de la Inmaculada Concepción.

##### Villarrasa
- San Isidro 1967.

#### D'autres Comtés

##### Bodonal de la Sierra
- Cristo de las Siete Palabras, 1971, Parroquia de San Blas.

##### Jerez de los Caballeros
- Cristo y Ángel en la Oración en el Huerto, 1956, Cofradía del Señor orando y Ntra. Sra. del Rosario, Iglesia Parroquial de San Miguel Arcángel.
- Grupo del Descendimiento: Cristo, Virgen, San Juan’’, José de Arimatea y Nicodemo, 1957, Cofradía de Ntro. Padre Jesús Nazareno, Iglesia de Santa María.
- Virgen de la Encarnación, 1966, Cofradía de Ntro. Padre Jesús Nazareno, Iglesia de Santa María de la Encarnación.
- Corazón de Jesús, 1967, Torre del Reloj. Destruido.
- Cristo Crucificado, 1969, Hermanas de la Cruz, Convento Hermanas de la Cruz.
- Virgen de la Salud, 1970, Hermanas de la Cruz, Convento Hermanas de la Cruz.

##### Puebla de Sancho Pérez
- Cristo atado a la columna (Jesús Yacente), 1966, Hdad. de Ntro. Padre Jesús Nazareno, Parroquia.
- María Stima. del Mayor Dolor, 1968, Hdad. de Ntro. Padre Jesús Nazareno, Parroquia.
- Jesús orando en el huerto, 1971, Hdad. de la Oración en el Huerto, Parroquia.

##### Cáceres
- Cristo, 1955, Misioneros de la Preciosa Sangre de Cristo, Casa del Sol.

##### Madrid

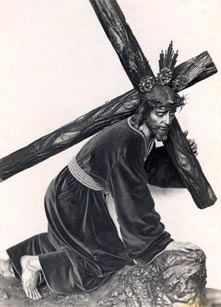
Jesús de las Tres Caídas (Huelva) dans l'atelier de San Cristóbal, 1945.

- Retrato de Luna, 1930, Museo Estudio de Manuel Benedito.
- Virgen del Aire[24], 1967, Parroquia de Cuatro Vientos.
- Cristo, 1967, Parroquia de Cuatro Vientos.

##### Vélez-Málaga
- San Antonio, 1967. Corazón de Jesús.

##### Ciudad Rodrigo
- San José, 1962, Seminario Diocesano, Seminario (Iglesia, Altar Lateral).
- Corazón de Jesús, 1962, Obispado de Ciudad Rodrigo, Parroquia del Sagrario.

##### La Fuente de San Esteban
- San Esteban, 1961, Parroquia (Retablo Central).
- Corazón de Jesús, 1963, Parroquia (Retablo Central).
- Corazón de María, 1963, Parroquia (Retablo Central).

##### Salamanque
- Santa María de la Rábida, Virgen de los Milagros, versión Original de León de la original del siglo XIV - 1965, Privado.

##### Sancti Spíritus
Cristo, 1962, Parroquia.

##### La Puebla de Cazalla
- Virgen de las Virtudes - 1953, Iglesia de Nuestra Señora de las Virtudes.[25].

##### Séville
- Retrato de José Vázquez - 1936, Estudio de José Vázquez.[26]
- Cristo, 1967, Hermanas de la Cruz, Casa Convento de la Beata Ángela de la Cruz.

##### Villanueva del Río y Minas
- Virgen de la Salud, 1967, Hnas. de la Cruz, Capilla Hnas. de la Cruz.[27]

##### Tenerife
- Virgen de la Cinta, 1965, Parroquia de San Agustín. La Laguna.[28]

#### Belgique

##### Bruxelles
- Cristo, 1965, Privado.

#### États-Unis

##### Stamford (Connecticut)
- San Maximiliano[29], 1978, Holy Name Church.